# Conus ermineus
Espèce
Statut de conservation UICN

 LC  : Préoccupation mineure
Conus ermineus est une espèce de mollusques gastéropodes marins de la famille des Conidae.
Comme toutes les espèces du genre Conus, ces escargots sont prédateurs et venimeux. Ils sont capables de « piquer » les humains et doivent donc être manipulés avec précaution, voire pas du tout.

## Description
La longueur maximale enregistrée de la coquille est de 103 mm. 
La conantokine-E est une toxine dérivée du venin de Conus ermineus.
C'est une espèce qui se nourrit de pêche. Il utilise un harpon creux spécialisé comme la dent radula pour harponner les petits poissons et les paralyser avec du venin pour faciliter la déglutition.

## Distribution
Cette espèce est présente dans la mer des Caraïbes et le golfe du Mexique jusqu'en Amérique du Sud ; dans l'océan Atlantique au large de l'Afrique de l'Ouest et du Cap-Vert ; dans l'océan Indien au large de la Tanzanie.

### Niveau de risque d’extinction de l’espèce
Selon l'analyse de l'UICN réalisée en 2011 pour la définition du niveau de risque d'extinction, cette espèce a une large distribution le long des côtes de l'Atlantique Ouest et Est. Il n'y a pas de menaces connues. Cette espèce est classée dans la catégorie "préoccupation mineure".

## Taxonomie

### Publication originale
L'espèce Conus ermineus a été décrite pour la première fois en 1778 par le métallurgiste, minéralogiste, malacologiste et franc-maçon autrichien Ignaz von Born (1742-1791) dans la publication intitulée « Index rerum naturalium Musei Cæsarei Vindobonensis »,.

### Synonymes
- Chelyconus ermineus (Born, 1778) · non accepté
- Conus (Chelyconus) ermineus Born, 1778 · appellation alternative
- Conus aspersus G. B. Sowerby I, 1833 · non accepté
- Conus caerulans Küster, 1838 · non accepté
- Conus coerulescens Schröter, 1803 · non accepté
- Conus eques Hwass, 1792 · non accepté
- Conus grayi Reeve, 1844 · non accepté
- Conus inquinatus Reeve, 1849 · non accepté
- Conus leaeneus Link, 1807 · non accepté
- Conus luzonicus Hwass, 1792 · non accepté
- Conus narcissus Lamarck, 1810 · non accepté
- Conus oculatus Gmelin, 1791 · non accepté
- Conus perryae Clench, 1942 · non accepté
- Conus portoricanus Hwass, 1792 · non accepté
- Conus rudis Weinkauff, 1873 · non accepté
- Conus testudinarius Hwass, 1792 · non accepté
- Conus verrucosus piraticus Clench, 1942 · non accepté
- Cucullus barathrum Röding, 1798 · non accepté

## Identifiants taxonomiques
- Ressources relatives au vivant :   - Paleobiology Database
  - Global Biodiversity Information Facility
  - iNaturalist
  - Interim Register of Marine and Nonmarine Genera
  - SeaLifeBase
  - Système d'information taxonomique intégré
  - TAXREF (INPN)
  - Union internationale pour la conservation de la nature
  - World Register of Marine Species

Chaque taxon catalogué par les bases de données biologiques et taxonomiques possède un identifiant qui permet d'établir un point de référence. Les identifiants de Conus ermineus dans les principales bases sont les suivants :
BOLD : 303641 - CoL : XXCK - GBIF : 5193232 - iNaturalist : 254777 - IRMNG : 10999912 - NCBI : 460395 - SeaLifeBase : 75344 - TAXREF : 6336 - UICN : 192578 - WoRMS : 215538 - ZOBODAT : 120391